# Guerra chimica

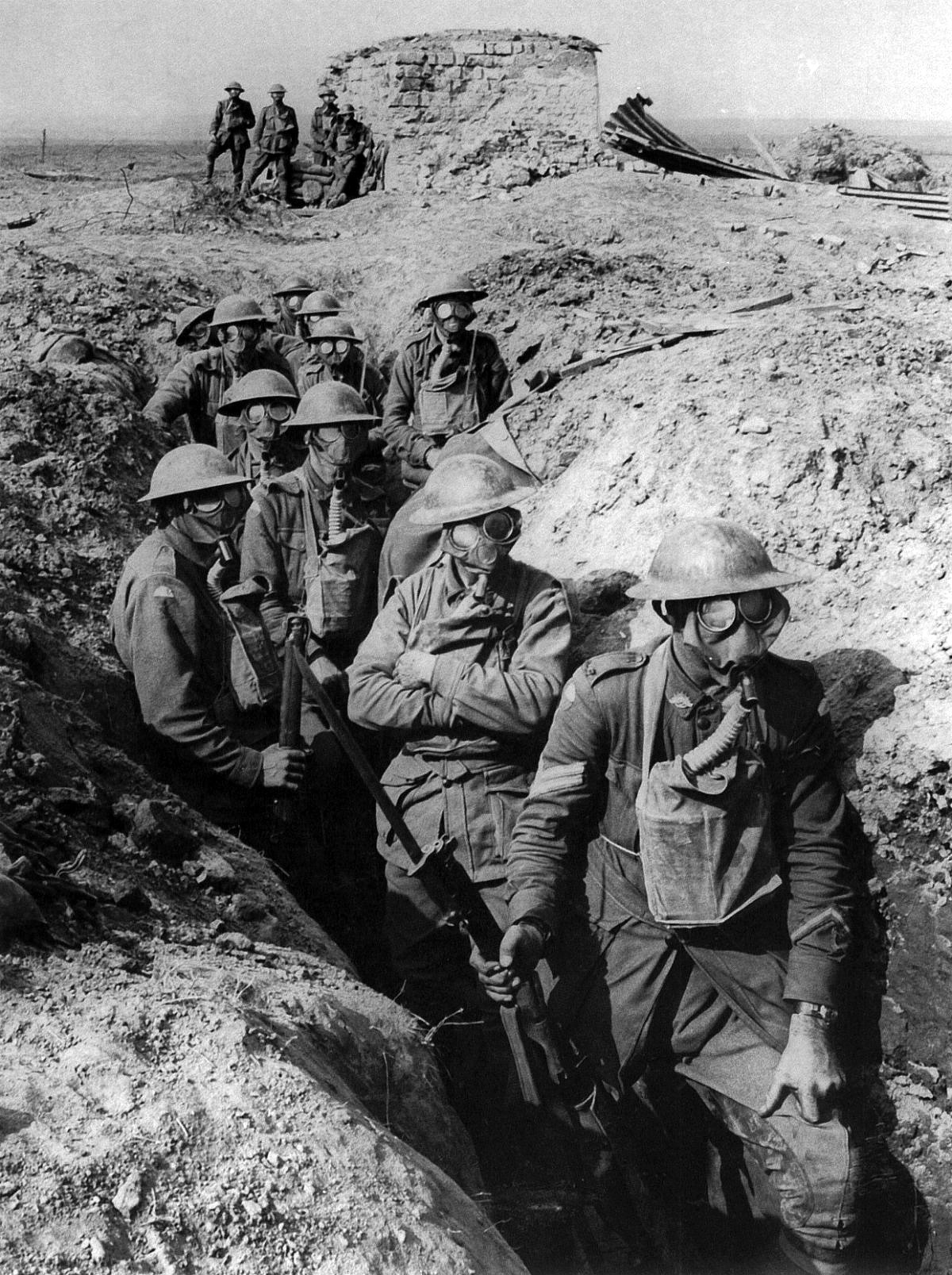
Soldati australiani equipaggiati per la guerra chimica nella prima guerra mondiale, settore di Ypres nel 1917

La guerra chimica è un tipo di guerra non convenzionale dove s'impiega una tipologia di armi di distruzione di massa sia a scopo tattico (limitatamente al campo di battaglia), che strategico (esteso anche alle retrovie ed ai centri di rifornimento del nemico). Si distingue dalla guerra biologica, che utilizza prevalentemente veleni di origine biologica.

## Storia

### La guerra chimica dall'antichità al Medioevo
Esistono scritti cinesi risalenti al IV secolo a.C. che descrivono l'uso di soffietti per pompare fumo da fuochi accesi con vegetali tossici (alcune varietà di senape, ed altri), nei tunnel scavati dagli assedianti. Scritti cinesi ancora più antichi, circa del 1000 a.C., contengono centinaia di ricette per la produzione di gas velenosi od irritanti da usare in guerra ed in altre occasioni. Tramite questi reperti siamo venuti a conoscenza delle «nebbie cacciatrici di uomini» che contenevano arsenico, e dell'uso di calce finemente triturata, dispersa nell'aria per sedare una rivolta popolare nell'anno 178.
Il cronista polacco Jan Długosz narra l'impiego di gas velenosi da parte degli eserciti mongoli nella battaglia di Legnica nel 1241.
La testimonianza più antica dell'uso di gas velenosi in guerra risale al V secolo a.C., durante la guerra del Peloponneso, fra ateniesi e spartani. Le forze di Sparta allestirono durante un assedio una miscela incendiata di legno, resina e zolfo sperando che il fumo velenoso incapacitasse gli ateniesi, in modo da renderli indifesi nell'attacco che sarebbe seguito.
I persiani ricorsero all'uso di veleni per opporsi all'avanzata di Alessandro Magno (334 - 331 a.C.), i romani contro i sasanidi tra il 247 ed il 363 d.C., i bizantini li utilizzarono contro gli arabi tra il 636 ed il 711.

### La riscoperta della guerra chimica

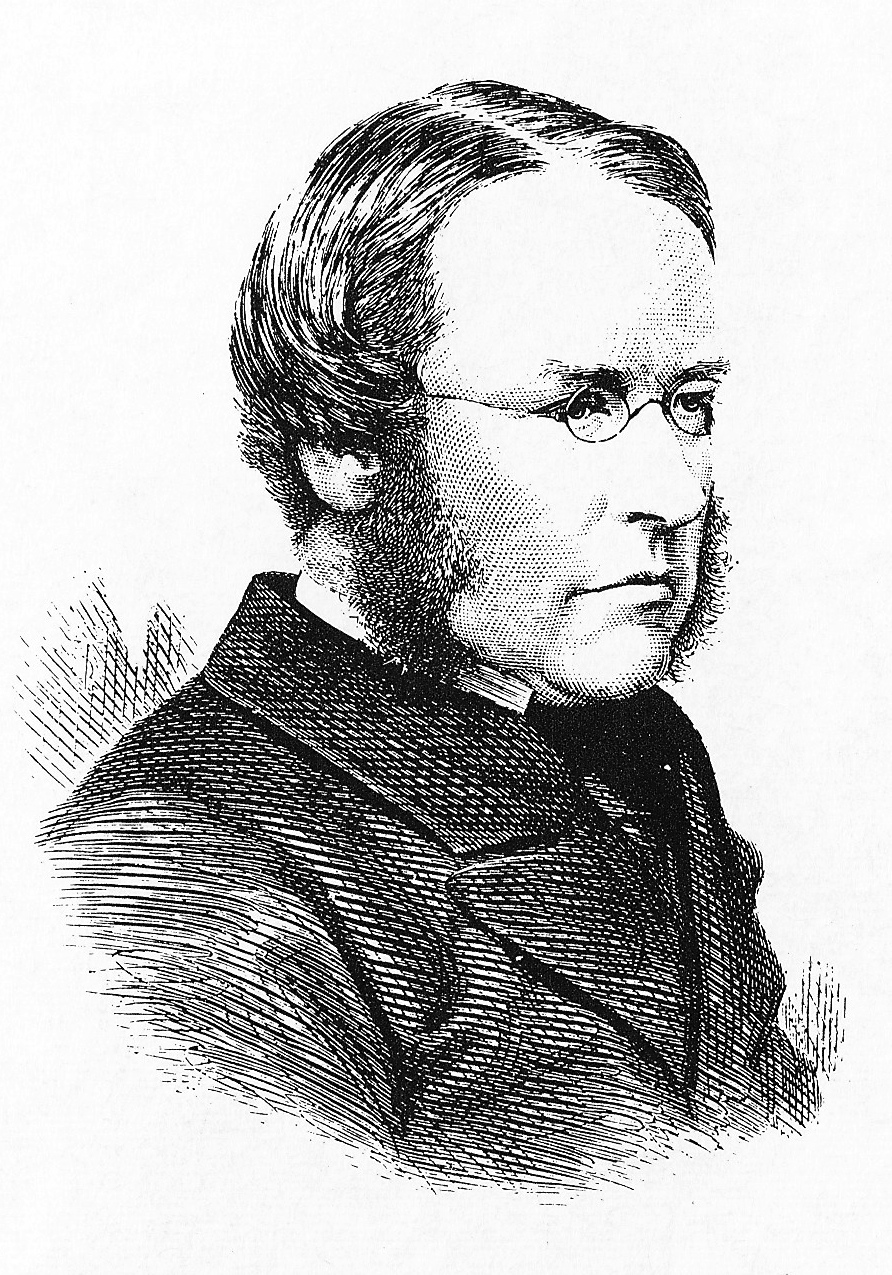
Il chimico Lyon Playfair

Durante il Rinascimento si considerarono nuovamente le possibilità della guerra chimica. Uno dei primi riferimenti in tal senso viene da Leonardo da Vinci, il quale nel XV secolo propose l'utilizzo di una polvere di solfuro d'arsenico e acetato di rame (verderame; vedi anche: Realgar):
(Leonardo da Vinci)
Non sappiamo se la polvere in questione sia mai stata usata.
Nel XVII secolo, durante gli assedi, si cercò di provocare incendi col lancio di proiettili di artiglieria riempiti di zolfo, sego, colofonia, trementina, salgemma, e/o antimonio. Anche quando non si appiccava il fuoco, i fumi che si sviluppavano costituivano un notevole disturbo per il nemico. Sebbene la loro funzione primaria non fu mai abbandonata, venne sviluppata una varietà di cariche per i proiettili, in modo da massimizzare gli effetti del fumo.
Nel 1672 durante l'assedio alla città di Groninga, Christoph Bernhard van Galen (vescovo di Münster) impiegò diversi tipi di congegni esplosivi ed incendiari, alcuni dei quali riempiti con belladonna, studiati per emettere fumi tossici. Solo tre anni dopo, il 27 agosto 1675, i francesi e i tedeschi conclusero il trattato di Strasburgo, il quale includeva un articolo che bandiva l'uso dei «perfidi ed odiosi» congegni tossici.
Nel 1854, Lyon Playfair, un chimico britannico, propose un proiettile d'artiglieria al cianuro da usarsi contro le navi nemiche per risolvere la situazione di stallo creatasi durante l'assedio di Sebastopoli. La proposta fu respinta dall'ammiraglio Thomas Cochrane della Royal Navy. Venne presa in considerazione dal Primo ministro, Lord Palmerston, ma il British Ordnance Department respinse la proposta come «un modo pessimo di fare la guerra tanto quanto avvelenare i pozzi del nemico».
La risposta che Playfair diede venne utilizzata nel secolo successivo per giustificare il ricorso alla guerra chimica:
(Lyon Playfair)
Più tardi, durante la guerra civile americana, un insegnante di New York, John Doughty, propose l'uso offensivo del cloro, lanciando sul nemico un proiettile d'artiglieria da 254 mm con 2 - 3 litri di cloro liquido, che avrebbe prodotto qualche metro cubo di gas. Sembra che il piano di Doughty non fu mai realizzato, anche se venne probabilmente presentato al brigadier generale James W. Ripley, descritto come congenitamente refrattario alle idee nuove.
Un interesse generalizzato sull'uso dei gas velenosi si manifestò nel 1899 alla conferenza dell'Aia con la proposta di proibire i proiettili riempiti di gas asfissianti. La proposta fu approvata, nonostante il solo voto contrario degli Stati Uniti. Il rappresentante statunitense, il capitano di marina Alfred Thayer Mahan, giustificò il proprio voto col fatto che «L'inventiva degli americani non può essere limitata nello sviluppo di nuove armi».

### La Prima guerra mondiale

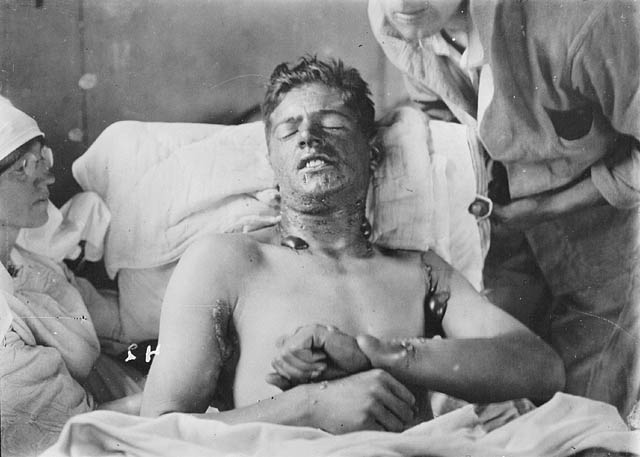
Un soldato con ustioni da iprite, Prima guerra mondiale

I tedeschi furono i primi ad utilizzare armi chimiche durante la prima guerra mondiale, ricorrendo a gas lacrimogeno. Il primo impiego su vasta scala avvenne nella Seconda battaglia di Ypres (22 aprile 1915), quando i tedeschi attaccarono le truppe francesi, canadesi e algerine con gas di cloro. I morti furono pochi, ma gli intossicati furono relativamente numerosi. Un totale di 50.965 tonnellate di agenti polmonari, lacrimogeni e vescicanti furono impiegati dalle due parti su questo fronte, tra cui cloro, fosgene e iprite. I rapporti ufficiali dichiararono circa 1.176.500 casi di intossicazione non letale, e 85.000 vittime direttamente causate da agenti chimici durante la guerra.
Oggigiorno è ancora frequente che vengano alla luce munizioni inesplose contenenti agenti chimici, quando si scava nei campi di battaglia o nelle zone di deposito, e ciò continua a costituire un rischio per le popolazioni civili soprattutto del Belgio e della Francia (dove l'impiego fu massimo), meno comunemente in altre zone. I governi belga e francese hanno perciò dovuto predisporre appositi programmi per il trattamento delle munizioni rinvenute.
Dopo la guerra, molta parte degli agenti chimici rimasti ai tedeschi venne gettata nel mar Baltico, come pure fecero gli altri contendenti in altre zone di mare. Nel corso del tempo l'acqua salata ha corroso gli involucri dei proiettili, e occasionalmente l'iprite fuoriesce dai contenitori raggiungendo la riva sotto forma di una sostanza cerosa simile ad ambra. Anche in forma solida l'agente è abbastanza attivo da causare gravi ustioni chimiche a chi lo tocca.

### Gli anni fra le due guerre
Dopo la Prima guerra mondiale, gli Stati Uniti e molte potenze europee tentarono di trarre vantaggio dalla guerra tentando di creare o consolidare un proprio impero coloniale. In questo periodo gli agenti chimici furono occasionalmente utilizzati per sottomettere le popolazioni e reprimere le ribellioni.
Dopo la sconfitta del 1917, l'Impero ottomano collassò del tutto, e fu diviso fra le potenze vittoriose, in base al Trattato di Sèvres. La Gran Bretagna occupò la Mesopotamia (l'odierno Iraq) e stabilì un governo coloniale.
Nel 1920 gli arabi e i curdi della Mesopotamia si ribellarono all'occupazione britannica; quando la resistenza guadagnò forza i britannici ricorsero a crescenti misure repressive, e lo stesso Winston Churchill, nella sua veste di Segretario per le Colonie, autorizzò l'uso di agenti chimici, specie iprite, sui ribelli. Consapevole dei costi finanziari di una repressione, Churchill confidava che le armi chimiche si potevano impiegare con poca spesa contro le tribù mesopotamiche, dicendo «Non capisco perché fare tanto gli schizzinosi riguardo all'uso del gas. Sono fortemente a favore dell'impiego di gas velenosi contro tribù non civilizzate.»
Sempre tra le due Guerre Mondiali, secondo voci diffuse, la Gran Bretagna ha fatto uso di armi chimiche anche contro le tribù di montanari afghani ostili, così come la Spagna contro i ribelli del Rif.
L'opposizione interna e difficoltà tecniche potrebbero aver impedito l'uso dei gas in Mesopotamia (gli storici sono divisi al riguardo): le armi chimiche avevano causato così tante sofferenze in Europa durante la guerra, che per la gente del tempo il loro uso era sinonimo delle maggiori atrocità. I quotidiani, le riviste e i memoriali erano pieni di resoconti di attacchi coi gas. Negli anni venti i generali sostenevano che da solo il gas non aveva mai vinto una battaglia; i soldati lo odiavano, e odiavano le maschere antigas; solo i chimici affermavano che era una buona arma. Nel 1925 sedici delle maggiori nazioni del mondo firmarono, nell'ambito della Terza Convenzione di Ginevra, un protocollo inteso a vietare l'utilizzo dei gas tossici; gli Stati Uniti lo ratificarono solo nel 1975.
Durante la guerra del Rif, nel Marocco occupato dalla Spagna, fra il 1921 e il 1927 forze congiunte franco-spagnole lanciarono bombe all'iprite nel tentativo di sedare la ribellione berbera.
Nel 1928 l'Italia fascista utilizzò gas asfissianti come il fosgene e bombe caricate ad iprite per reprimere i ribelli in Sirtica (Libia). Nel 1935 usò l'iprite ed altre armi chimiche durante l'invasione dell'Etiopia. Ignorando il Protocollo di Ginevra firmato il 17 giugno 1925, l'aviazione militare italiana, autorizzata da Mussolini, ha utilizzato ingenti quantità di iprite, fosgene, arsine. Una reale stima dei danni provocati dall'impiego di tali armi è difficilmente calcolabile perché gli archivi militari sono stati resi inaccessibili dalle autorità italiane per molti anni. Per avere un'ammissione formale da parte della Repubblica Italiana dell'impiego di armi proibite nella campagna coloniale in Africa Orientale, si dovrà attendere il governo Dini in carica tra il 1995 ed il 1996.
Anche l'Unione Sovietica impiegò gas velenosi nel periodo fra le due guerre: il comandante sovietico Michail Tuchačevskij ricorse alle armi chimiche nel 1921 per sopprimere una rivolta di braccianti vicino Tambov.

### La Seconda guerra mondiale

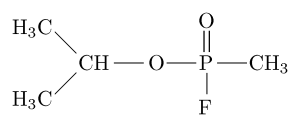
La struttura chimica del gas nervino sarin, scoperta dalla Germania nel 1938.

Durante la Seconda guerra sino-giapponese e la seconda guerra mondiale, l'Impero giapponese utilizzò iprite e lewisite contro le truppe cinesi. Durante questi attacchi, i giapponesi utilizzarono anche armamenti batteriologici, diffondendo intenzionalmente colera, dissenteria, febbre tifoide, peste bubbonica ed antrace. Agli ordini del generale Shirō Ishii, l'unità 731 fu incaricata di studiare e testare armi chimiche e biologiche, violando il protocollo di Ginevra che il Giappone aveva firmato nel 1925, nel quale tali armi vennero messe al bando.
Nel 2005, sessant'anni dopo la fine della guerra sino-giapponese, alcuni contenitori abbandonati dalle truppe giapponesi in ritirata vennero alla luce in siti di costruzione, causando molti morti ed infetti.
La guerra chimica fu rivoluzionata dalla Germania nazista, la quale scoprì gli agenti nervini tabun, sarin e soman. I nazisti svilupparono e produssero grandi quantità di numerose sostanze, ma la guerra chimica non venne utilizzata da nessuna delle potenze belligeranti. Documenti nazisti fecero emergere l'erronea convinzione dell'intelligence tedesca che gli Alleati fossero a conoscenza di queste sostanze, interpretando la mancanza di citazioni sui giornali scientifici americani come una evidenza che l'informazione veniva celata. Alla fine la Germania decise di non usare i gas nervini in combattimento temendo una devastante rappresaglia condotta con le stesse armi da parte degli alleati.
William L. Shirer scrisse nel libro The Rise and Fall of the Third Reich che l'alto comando inglese prese in considerazione l'uso di armi chimiche come ultima possibilità difensiva nell'evenienza di un'invasione nazista del suolo britannico.
Sebbene, come sopra detto, le armi chimiche non furono usate su larga scala durante la seconda guerra mondiale, vi furono altre circostanze in cui furono usate:
- I nazisti usarono l'insetticida Zyklon B, contenente acido cianidrico, per uccidere circa 1,1 milioni di ebrei e di persone nei campi di concentramento e sterminio come quelli di Auschwitz e Majdanek durante l'Olocausto.[4]
- Il 2 dicembre 1943, In seguito al bombardamento di Bari da parte della Luftwaffe, la nave da trasporto statunitense SS John Harvey, carica di bombe d'aereo contenenti 540 tonnellate di Iprite, esplose, spargendo parte del suo carico nell'area del porto.[5] Tra il personale militare ci furono 617 contaminati, le vittime tra i civili sono indeterminate anche per la segretezza imposta sulla natura delle intossicazioni.[5]

### Guerra chimica durante la guerra fredda
Dopo la Seconda guerra mondiale, gli Alleati recuperarono proietti di artiglieria contenenti i tre agenti nervini allora in uso (tabun, sarin e soman), facilitando la ricerca nel campo dei gas nervini da parte di tutte le forze alleate. Nonostante la minaccia di una devastante guerra termonucleare fosse al primo posto nei pensieri di tutti, sia il governo sovietico che quelli occidentali investirono ingenti quantità di risorse nello sviluppo di armi chimiche e batteriologiche.

#### Sviluppo di armi chimiche da parte dei governi occidentali
Nel 1952 l'esercito statunitense brevettò un processo per la "Preparazione di ricina tossica", pubblicando un metodo di produzione di questa potentissima tossina.
Sempre nel 1952, ricercatori inglesi di Porton Down inventarono l'agente nervino VX, abbandonando però subito il progetto. Nel 1958 il governo inglese scambiò con gli Stati Uniti la tecnologia del VX per avere informazioni sulle armi termonucleari; entro l'anno 1961 gli Stati Uniti producevano enormi quantità di VX e conducevano ricerche sugli agenti nervini. Questi sforzi portarono alla scoperta di almeno tre altri composti: questi quattro agenti (VE, VG, VM, VX) sono comunemente conosciuti come la classe di agenti nervini della "Serie V".
Durante gli anni sessanta, gli Stati Uniti studiarono l'uso di agenti anticolinergici e induttori del delirio. Uno di questi agenti era conosciuto come arma con il nome BZ e fu utilizzato in via sperimentale durante la guerra del Vietnam.
Fra il 1967 ed il 1968, gli Stati Uniti decisero di distruggere le armi chimiche obsolete in un'operazione chiamata Operazione CHASE, che significava «cut holes and sink 'em» (bucali ed affondali). Il materiale dell'operazione incluse anche molte navi cariche di munizioni convenzionali. Come il nome implica, le armi furono messe a bordo di vecchie navi che furono poi affondate in mare.
Nel 1969, 23 soldati ed un civile statunitensi di stanza ad Okinawa in Giappone, furono esposti a bassi livelli di agenti nervini durante i lavori di ritintura dei loro depositi. Queste armi furono nascoste al Giappone e quanto accadde causò attriti ed un incidente internazionale. Le munizioni furono spostate nell'atollo di Johnston con l'operazione denominata Operazione Red Hat.
Un gruppo di lavoro delle Nazioni Unite iniziò a lavorare ad un programma di disarmo chimico nel 1980. Il 4 aprile 1984 l'allora presidente degli Stati Uniti Ronald Reagan chiese una moratoria internazionale alle armi chimiche. Il presidente statunitense George H.W. Bush ed il leader dell'allora Unione Sovietica Michail Gorbačëv firmarono un trattato bilaterale il primo giugno 1990, per terminare la produzione di armi chimiche ed iniziare la distruzione di quelle al momento stoccate. La Convenzione delle Armi Chimiche (Chemical Weapons Convention, CWC) fu firmata nel 1993 ed ebbe effetto a partire dal 1997.
Il giorno 19 aprile 1993 l'FBI utilizzò un alto numero di granate contenenti gas CS durante un assalto alla setta di Waco, Texas. Il gas CS è altamente infiammabile ed esplosivo in ambienti confinati. Il successivo uso di dispositivi incendiari lo avrebbe fatto esplodere. Tutti i palazzi che componevano il ranch bruciarono totalmente e molti cadaveri recuperati dopo il raid presentavano dosi letali di cianuri, un prodotto della combustione del gas CS. 75 membri della setta morirono durante l'attacco.

#### Indagini del Senato degli Stati Uniti
Nel 1994, un'indagine del Senato statunitense intitolata La ricerca militare è pericolosa per la salute dei veterani? Lezioni apprese in mezzo secolo, prese dettagliatamente in esame gli esperimenti del Dipartimento della Difesa condotte su animali ed umani, spesso senza conoscenza degli effetti o consenso da parte degli interessati.
- Approssimativamente 60.000 soldati statunitensi furono usati come cavie nei test compiuti durante gli anni quaranta sull'iprite e derivati e sulla lewisite.[8]
- Fra il 1950 ed il 1970, almeno 2.200 soldati furono esposti a svariati agenti biologici durante l'"operazione Whitecoat". Al contrario della maggior parte degli studi esaminati nell'indagine, l'operazione Whitecoat fu in effetti condotta su volontari.[9]
- Fra il 1951 ed il 1969, la base denominata Dugway Proving Ground fu il sito ove vennero testati molti agenti chimici e biologici, inclusi alcuni agenti a diffusione aerodinamica. Durante una diffusione nell'aria aperta nel 1968 furono uccise circa 6.400 pecore da un agente nervino non meglio specificato.[10]

#### Sviluppo di armi chimiche da parte del governo sovietico
A causa della segretezza mantenuta dal governo dell'Unione Sovietica, le prime informazioni disponibili sui programmi di armamento chimico sovietici sono molto recenti. Dopo la guerra fredda (1962-1991) ed il crollo dell'Unione Sovietica, il chimico russo Vil Mirzayanov pubblicò degli articoli che rivelarono esperimenti illegali in Russia. Nel 1993 Mirzayanov fu imprigionato e licenziato dall'Istituto Statale di Ricerca sulla Chimica Organica e la Tecnologia, dove aveva lavorato per 26 anni. Nel marzo 1994, dopo una grande campagna svolta a suo favore da scienziati statunitensi, Mirzayanov fu rilasciato.
Fra le informazioni rese pubbliche da Vil Mirzayanov era inclusa la decisione dei sovietici di sviluppare agenti nervini ancora più tossici. In questo ebbero successo durante la metà degli anni ottanta: molti nuovi agenti tossici furono sviluppati in quel periodo e le uniche informazioni note sono il loro nome: "Foliant", come il programma per cui vennero creati. Esistevano altre denominazioni in codice, come A-230 ed A-232.
Secondo Mirzayanov, i sovietici svilupparono agenti più sicuri da maneggiare, portando alla creazione delle cosiddette "armi binarie", dove ad essere contenuti nelle armi (proiettili, bombe, serbatoi ecc) sono non direttamente i tossici ma i loro precursori chimici, in modo da ricostituire l'agente nervino appena prima dell'uso. Essendo i precursori molto più sicuri da maneggiare, ciò semplifica il trasporto e lo stoccaggio delle armi. Inoltre i precursori sono molto più stabili degli agenti nervini stessi, così fu possibile allungare di molto la naturale scadenza delle armi chimiche. Durante gli anni ottanta e novanta, molte di queste nuove armi vennero sviluppate e designate come agenti Novichok (russo: "nuovo arrivato").

#### Guerra chimica nella guerra Iran-Iraq
La guerra fra Iran ed Iraq ebbe inizio nel 1980 quando l'Iraq attaccò l'Iran. All'inizio del conflitto, l'Iraq utilizzò iprite e tabun tramite bombe lanciate da aeroplani. Approssimativamente il 5% di tutti i caduti iraniani sono attribuibili all'uso di queste sostanze. L'Iraq ed il governo degli Stati Uniti dichiararono che anche l'Iran stava usando armi chimiche, ma fonti indipendenti non furono in grado di verificare queste affermazioni.
Circa 100.000 soldati iraniani furono vittima degli attacchi chimici iracheni. Molti furono attaccati da iprite. La stima ufficiale non include la popolazione civile contaminata nelle città di frontiera oppure i parenti dei soldati, molti dei quali, secondo l'Organizzazione dei Veterani, svilupparono complicazioni ematiche, polmonari e cutanee. Il gas nervino uccise, secondo report ufficiali, circa 20.000 soldati iraniani. Degli 80.000 sopravvissuti, circa 5.000 ricevono regolarmente assistenza medica, mentre 1.000 sono ancora ricoverati in ospedale in serie e croniche condizioni.
Nonostante la rimozione di Saddam e del suo regime da parte delle forze della Coalizione, esistono forti sentimenti di rabbia e risentimento in Iran perché fu grazie a compagnie occidentali con sede in Germania Occidentale, Francia e Stati Uniti che l'Iraq poté sviluppare il proprio arsenale chimico.
Poco dopo la fine della guerra, nel 1988, il villaggio curdo di Halabja, in Iraq, fu esposto a numerosi agenti chimici, uccidendo circa 5.000 dei 50.000 residenti. Dopo l'incidente furono trovate tracce di iprite, sarin, tabun e VX. Sebbene sia chiaro che le forze irachene siano colpevoli, ci sono ancora molte discussioni sulla responsabilità e sull'intenzionalità dell'atto.
Durante la prima guerra del Golfo, le forze della Coalizione intrapresero una vasta offensiva di terra. L'Iraq non utilizzò alcun agente tossico, pur possedendone, contro di loro ed il generale comandante delle forze Alleate, Norman Schwarzkopf, suggerì che fu per paura di una rappresaglia con armi atomiche.

#### Guerra chimica nella Guerra delle Falkland
Tecnicamente, l'uso di gas lacrimogeno da parte delle forze argentine durante l'invasione delle Isole Falkland nel 1982 costituì un atto benevolo di guerra chimica. Le granate di questo gas furono però usate come armi non letali per evitare vittime britanniche e spesso gli edifici nei quali venivano lanciate erano deserti.

### Armi chimiche e terrorismo
Per molte organizzazioni terroristiche, le armi chimiche sono la scelta ideale per un attacco, ammesso che siano disponibili: sono economiche, relativamente accessibili e facili da trasportare. Qualunque chimico abbastanza esperto può facilmente sintetizzare la maggior parte degli agenti chimici necessari se in possesso dei relativi precursori.
Alcuni commentatori politici discutono sulla vera efficacia delle armi chimiche e biologiche, sostenendo che siano più difficili da usare delle armi convenzionali, sebbene creino molta più paura.
I primi usi non bellici di agenti chimici risalgono al 1946, quando un gruppo di ebrei chiamati Dahm Y'Israel Nokeam ("Vendichiamo il sangue d'Israele"), motivati da sentimenti di vendetta sulla Germania, si nascose in un panificio nel campo di prigionia Stalag 13 vicino a Norimberga, dove molte truppe delle SS erano detenute. Gli infiltrati applicarono una mistura di arsenico alle pagnotte, avvelenando più di 2.000 prigionieri, dei quali circa 200 furono trasportati in ospedale.
Nel luglio del 1974, un gruppo che si faceva chiamare Aliens of America usò bombe incendiarie sulla casa di un giudice, di due commissari di polizia, incendiarono l'automobile di uno dei commissari e bombardarono il terminal della Pan Am all'aeroporto internazionale di Los Angeles, uccidendo tre persone e ferendone otto. L'organizzazione, che si rivelò poi essere costituita da un solo residente straniero chiamato Muharem Kurbegovic, dichiarò di avere sviluppato e di possedere una riserva di sarin e di quattro nuovi agenti nervini chiamati AA1, AA2, AA3, e AA4S. Sebbene non fu trovato nulla di quanto dichiarato quando fu arrestato nel 1974, egli aveva acquistato tutti i componenti necessari, tranne uno, per produrre un agente nervino. La perquisizione del suo appartamento fece ritrovare una grande varietà di materiali, inclusi i precursori del fosgene ed un tamburo contenente circa 12 kg di cianuro di sodio
Il primo uso con successo di agenti chimici da parte di terroristi contro una popolazione civile avvenne il 20 marzo 1995. Aum Shinrikyō, un gruppo apocalittico di stanza in Giappone, il quale credeva nella necessità di distruggere il pianeta, rilasciò sarin nella metropolitana di Tokyo, uccidendo 12 persone e ferendone 5.000. Il gruppo aveva già tentato un simile attacco almeno 10 volte, ma riuscì solo ad intossicare membri della setta. Il gruppo rilasciò sarin fuori da un appartamento a Matsumoto nel 1994, ma questo attacco era rivolto solo a specifici individui e non alla popolazione in generale.
Nel 2001, dopo gli attacchi dell'11 settembre a New York, al-Qāˁida annunciò che stava tentando di acquisire armi chimiche, batteriologiche e radioattive. A questa minaccia fu dato molto credito quando la CNN nell'agosto del 2002 mostrò un video dove erano riprese, fra l'altro, immagini di tre cani morti apparentemente a causa di agenti nervini.
Il 26 ottobre 2002 le forze speciali russe Spetznaz utilizzarono KOLOKOL-1, un derivato in forma di aerosol del fentanile, come attacco preventivo su alcuni terroristi ceceni che trattenevano degli ostaggi in un teatro di Mosca. Questo terroristi erano tutti equipaggiati con giubbetti esplosivi che avrebbero causato una strage ed il governo russo decise di usare dei gas tossici per minimizzare i danni. Tutti i terroristi, quarantadue, morirono insieme a centoventi ostaggi, dei quali però solo uno a causa degli effetti del gas tossico.

## Opinioni sociali e politiche sulla guerra chimica
(Valerio Massimo - Lib. 3, cap.4)
Sebbene lo studio degli agenti chimici ed il loro uso in ambito militare fu molto diffuso sin dall'antichità in Cina, nel mondo occidentale l'uso di sostanze tossiche è sempre stato visto con emozioni contrastanti ed una certa repulsione.
Una delle prime reazioni all'uso di agenti chimici risale all'Impero romano. Nel tentativo di difendersi dalle legioni romane, le tribù Germaniche avvelenarono i pozzi dei loro nemici.
Prima del 1914 l'uso di composti chimici in battaglia era tipicamente il risultato di iniziative individuali e non di programmi governativi di armamento chimico. Possediamo molte cronache sull'utilizzo di agenti chimici in battaglie o assedi, ma non esisteva una vera tradizione del loro uso, fatta esclusione per agenti incendiari e fumo. Nel corso del tempo sono stati fatti molti tentativi di sviluppare programmi per il largo uso di armi chimiche, ma fatta eccezione per la prima guerra mondiale le autorità si sono generalmente rifiutate per ragioni etiche: nel 1854 ad esempio Lyon Playfair, un chimico inglese, propose l'uso di un proiettile d'artiglieria riempito di cianuro durante la guerra di Crimea. Il British Ordnance Department rifiutò la proposta in quanto era «un modo pessimo di fare la guerra tanto quanto avvelenare i pozzi del nemico».

### Sforzi compiuti per la messa al bando delle armi chimiche
- 27 agosto 1874: la Dichiarazione di Bruxelles riguardante le leggi e gli usi durante la guerra, proibì specificatamente «l'uso di veleni o di armi avvelenate».
- 4 settembre 1900: entrò in vigore la Conferenza dell'Aia (1899 e 1907), la quale in una dichiarazione proibì «l'uso di proiettili che diffondano gas asfissianti o dannosi».
- 6 febbraio 1922: dopo la prima guerra mondiale la Conferenza sulle armi di Washington proibì l'uso di gas asfissianti, velenosi e di qualunque altro genere. Fu firmata da Stati Uniti, Gran Bretagna, Giappone, Francia ed Italia, ma la Francia obiettò che altri precedenti trattati non erano mai entrati in vigore.
- 7 settembre 1929: entrò in vigore il Protocollo di Ginevra, vietando l'uso di gas velenosi e di armi batteriologiche. Al 2004, 132 nazioni hanno ratificato il protocollo.
- Maggio 1991: Il presidente Bush dichiarò che gli Stati Uniti avrebbero proceduto unilateralmente alla distruzione di tutto il proprio arsenale chimico e avrebbero rinunciato al diritto di usare armi chimiche a scopi difensivi.
  - Il Congresso degli Stati Uniti emanò in seguito a ciò delle leggi che prevedono la distruzione di tutte le armi stoccate entro il 31 dicembre 2004. La politica statunitense ufficiale è di supportare la Convenzione sull'uso delle armi chimiche come mezzo per raggiungere una moratoria globale di questo tipo di armi e fermarne la proliferazione.
- 29 aprile 1997: entrò in vigore la Convenzione sull'uso delle Armi Chimiche, migliorativa del Protocollo di Ginevra del 1925 specificando che sono vietati la produzione, lo stoccaggio e l'uso di armi chimiche.

### Proliferazione delle armi chimiche
Nonostante i numerosi sforzi atti a ridurle od eliminarle, alcune nazioni continuano a sviluppare e/o stoccare armi chimiche. Fra le nazioni sospettate di stoccare o possedere armi chimiche ci sono la Cina ed Israele.
Secondo la testimonianza di Carl W. Ford, vicesegretario di stato statunitense per l'intelligence, resa di fronte alla Commissione affari esteri del Senato, è molto probabile che la Cina possegga un avanzato programma di guerra chimica, il quale include ricerca, sviluppo, produzione e trasformazione in armamenti di vari agenti chimici. Inoltre esiste un fondato timore che la Cina condivida il proprio know-how con nazioni che rappresenterebbero un rischio per la comunità internazionale nel caso in cui entrassero in possesso di simili armamenti (Pakistan, Corea del Nord).

### Letture consigliate
- (EN)  Leo P. Brophy and George J. B. Fisher; The Chemical Warfare Service: Organizing for War Office of the Chief of Military History, 1959; L. P. Brophy, W. D. Miles and C. C. Cochrane, The Chemical Warfare Service: From Laboratory to Field (1959); and B. E. Kleber and D. Birdsell, The Chemical Warfare Service in Combat (1966). official US history;
- (EN)  Gordon M. Burck and Charles C. Flowerree; International Handbook on Chemical Weapons Proliferation 1991
- (EN)  L. F. Haber. The Poisonous Cloud: Chemical Warfare in the First World War Oxford University Press: 1986
- (EN)  James W. Hammond Jr.; Poison Gas: The Myths Versus Reality Greenwood Press, 1999
- (EN)  Maj. Charles E. Heller (USAR), Chemical Warfare in World War I: The American Experience, 1917-1918 (Fort Leavenworth, Combat Studies Institute, U.S. Army Command and General Staff College, 1984).
- (EN)  Jeffrey Allan Johnson; The Kaiser's Chemists: Science and Modernization in Imperial Germany University of North Carolina Press, 1990
- (EN)  Benoit Morel and Kyle Olson; Shadows and Substance: The Chemical Weapons Convention Westview Press, 1993
- (EN)  Jonathan B. Tucker. Chemical Warfare From World War I to Al-Qaeda (2006)